# 庄逢甘
莊逢甘（1925年2月11日—2010年11月8日），本名霖，字逢甘，男，江苏常州人，中国空气动力学家、中国科学院院士，中国航天事业的奠基者之一。

## 生平
早年就读于上海市南洋模范中学，1942年赴重庆入读交通大学航空系。1946年毕业，次年赴美国加州理工学院留学，攻读航空工程和数学专业。据Frank Marble教授回忆庄逢甘是他的第一个中国学生，一年后跟随流体力学家H·W·李普曼教授学习。在美期间，他还受到过时任学校古根海姆喷气推进中心主任钱学森的指导。
1950年毕业后回国，曾在上海交通大学、中国科学院数学研究所、哈尔滨军事工程学院任教。其后又历任北京空气动力研究所所长，中国运载火箭技术研究院副院长，中国空气动力研究与发展中心副主任，航天工业部总工程师、科技委副主任。1986年6月，中国科学技术协会第三次全国代表大会在北京召开，选举产生第三届全国委员会。6月28日，第三届全国委员会第一次会议召开，推举其担任副主席。
2010年逝世。

## 社会兼职
曾任第三届全国人大代表，第五届全国政协委员，第八、九届全国政协常委，中国科协副主席，中国空气动力学会理事长、名誉理事长，中国力学学会理事长，中国宇航学会名誉理事长等职。

## 荣誉
1980年当选中国科学院院士。1985年当选国际宇航科学院院士。1995年5月，中国科学技术协会第四次代表大会召开，并选举产生第四届全国委员会。5月27日，第四届全国委员会第一次会议召开，其被选为副主席。2001年6月，中国科学技术协会第六次全国代表大会召开，并选举其出任第六届全国委员会荣誉委员。

## 家庭
一門三院士：二弟庄逢辰为中国科学院院士，四弟庄逢源为国际宇航科学院院士。
一門四教授：莊逢辰為国防科技大学教授，莊逢康為首都医科大学教授，莊逢源為北京航空航天大学教授。